# Джесика Чонг
Джесика Чонг (на английски: Jessica Jung) е американска певица, актриса, авторка на песни, модна дизайнерка, бизнесдама и модел от южнокорейски произход.
Започва кариерата си като член на групата „Гърлс Дженерейшън“, която дебютира през 2007 г. и заедно с възхода на кей поп става една от най-добре познатите южнокорейски групи в света. През времето, когато е член на групата, Джесика играе в театъра и на малкия екран и участва в различни саундтракове. През 2014, няколко месеца след като основава модната марка „Blanc & Eclare“ е принудена да напусне „Гърлс Дженерейшън“, поради конфликти между графика на групата и нейния собствен. Джесика продължава кариерата си като бизнесдама и като певица, реализирайки няколко мини албума.

## Биография
Джесика Чонг е родена в Сан Франциско в същата болница като Стефани Хуанг, настоящ член на „Гърлс Дженерейшън“. Джесика и по-малката ѝ сестра Кристъл са забелязани от компанията S.M Entertainment в търговски център, когато са на ваканция в Корея. През 2000 подписват договор с компанията като Джесика дебютира 7 години по-късно с групата „Гърлс Дженерейшън“, а Кристъл през 2009 г. с групата f(x). Джесика завършва „Korea Kent Foreign School“.

## Кариера

### 2007 – 2014: Гърлс Дженерейшън
Гърлс Дженерейшън дебютира на 5 август 2007 г. с песента „Into the New World“. Големият си пробив групата прави след реализирането на Gee, като сингълът става най-продаваната песен за 2009 г. в Южна Корея с почти 5 милиона продадени екземпляра.
За първи път в сериал Джесика се появява в „Unstoppable Marriage“ заедно с останалите членове на „Гърлс Дженерейшън“. Джесика прави своя актьорски дебют в мюзикъла „Legally Blonde“ през 2009. През следващите няколко години следват няколко камео роли в сериалите „Tae-hee, Hye-kyo, Ji-hyun!“ (2009) и „Oh! My Lady“ (2010).
Освен записите си с „Гърлс Дженерейшън“, Чонг реализира няколко сингъла с Тифани и Сохьон, настоящи членове на SNSD, озаглавени „Love Hate“ и „It's Fantastic!“. Джесика има дует с Оню от групата Шайни, а заедно с още няколко члена от Гърлс Дженерейшън и Супер Джуниър през юли 2009 г. реализира песента „Seoul Song“.
Сика участва в няколко песни към саундтраковете на различни корейски сериали, включително „Wild Romance“ (2012), „The King's Dream“ (2012 – 2013), „To The Beautiful You“ (2012) и др. На 18 октомври 2012 г. излиза сингълът „My Lifestyle“ от албума „PYL Younique Volume 1“, албум за реклама на „Хюндай“. Към саундтрака на „Make Your Move“ Джесика изпълнява песента „Cheap Creeper“ и „Say Yes“, която пее заедно със сестра си и Крис, бивш член на групата „Ексо“.
През 2014 Джесика обявява, че ще започне собствен моден бизнес със седалище в Хонконг на име „Blanc & Eclare“. На 30 септември същата година, чрез Уейбо акаунта си Джесика обявява, че е уволнена от групата поради конфликти, свързани с личния ѝ график.

### 2015 – Солова кариера
На 17 май 2016 излиза първият ѝ мини албум „With Love, J“
През 2016 година Джесика обявява два китайски проекта – „I Love That Crazy Little Thing“, в която Джесика ще играе главната роля и „My Other Home“ биографичен филм за Стефон Марбери.

## Личен живот
През 2016 г. Джесика обявява, че има връзка с Тейлър Куон от три години.

## Дискография

### EPs
- „With Love, J“ (2016)
- „Wonderland“ (2016)
- „My Decade“ (2017)

### Сингли
| Заглавие на песен                | Година | Допълнителна информация                                                                                           |
| -------------------------------- | ------ | --- |
| Touch the Sky                    | 2007   | Заедно с Тейон, Тифани, Съни и Сохьон; към сериала 아들찾아 삼만리(„На трийсет хиляди мили в търсене на сина ми“) |
| Love Hate                        | 2008   | Заедно с Тифани и Сохьон                                                                                          |
| It's Fantastic                   | 2008   | Заедно с Тифани и Сохьон                                                                                          |
| I Love You                       | 2008   | Заедно с разпадналата се група 8Eight                                                                             |
| Holding Hands                    | 2008   | Заедно с Тифани, Супер Джуниър, SS501, Jewelry, Brown Eyed Girls, И Хьон от 8Eight                                |
| The Little Boat                  | 2008   | Тейон, Тифани, Съни и Сохьон към сериала (쾌도 홍길동;„Хонг Гил Донг“)                                            |
| Haptic Motion                    | 2008   | Тейон, Съни и Сохьон                                                                                              |
| NaengMyun                        | 2009   | Заедно с Пак Мьонг-су                                                                                             |
| One Year Later                   | 2009   | Заедно с Оню (Шайни)                                                                                              |
| Motion                           | 2009   | Заедно с Тейон, Тифани, Съни и Сохьон; към сериала 맨땅에 헤딩 („Към земята“)                                     |
| S.E.O.U.L.                       | 2009   | Заедно с Тейон, Съни, Сохьон, Кюхьон, Сънгмин, Рьоук, Донгхе и Итък от Супер Джуниър                              |
| I Can't Bear Anymore (Bear Song) | 2009   | Заедно с Тейон, Съни и Сохьон                                                                                     |
| Sweet Delight                    | 2010   | — |
| Cabi Song                        | 2010   | Заедно с Тейон, Съни, Сохьон, Юри, Чангсънг, Джунсу и Текьон (2PM)                                                |
| Cooky                            | 2010   | Заедно с Тейон, Съни, Сохьон и Тифани                                                                             |
| Haechi Song                      | 2010   | Заедно с Тейон, Съни, Сохьон и Тифани; към анимето „Приятелят ми Хечи“                                            |
| Because Tears Are Overflowing    | 2011   | към сериала 로맨스 타운 („Романтичен град“)                                                                       |
| What To Do                       | 2012   | Заедно с Ким Джин-пьо; към сериала 난폭한 로맨스 („Див Романс“)                                                   |
| Butterfly                        | 2012   | Заедно с Кристал Чонг; към сериала 아름다운 그대에게 („Готов(а) на всичко за теб“)                                |
| Heart Road                       | 2012   | Към сериала 대왕의 꿈 („Мечтата на краля“)                                                                        |
| Heart Road                       | 2012   | Заедно с Dok2 |
| The One Like You                 | 2013   | Към сериала „Агенция за срещи:Сирано“                                                                             |
| Say Yes                          | 2014   | Към филма Make Your Move („Раздвижи се“)                                                                          |
| Cheap Creeper                    | 2014   | Заедно с Тейон, Тифани, Съни и Сохьон; към филма Make Your Move („Раздвижи се“)                                   |
| Fly                              | 2016   | Част от първия ѝ мини албум                                                                                       |
| Love Me The Same"                | 2016   | Част от първия ѝ мини албум                                                                                       |
| Wonderland                       | 2016   | Част от втория ѝ мини албум                                                                                       |

## Филмография

### Сериали
| Година | Заглавие                   | Роля                       |
| ------ | -------------------------- | -------------------------- |
| 2008   | Unstoppable Marriage       | кратка роля                |
| 2009   | Tae-hee, Hye-kyo, Ji-hyun! | учителка по английски език |
| 2010   | Oh! My Lady                | себе си                    |
| 2012   | Wild Romance               | Канг Джонг-хе              |

### Филми
| Година | Заглавие                                                         | Роля    |
| ------ | ---------------------------------------------------------------- | ------- |
| 2012   | „I AM“                                                           | себе си |
| 2016   | „I Love That Crazy Little Thing“ („Обичам това лудо малко нещо“) | –       |
| –      | „My Other Home“ (Другият ми дом)                                 | –       |

### Театър
| Година                   | Заглавие         | Роля    |
| ------------------------ | ---------------- | ------- |
| 2009 – 2010; 2012 – 2013 | „Legally Blonde“ | Ели Удс |

### Шоута
| Заглавие                                          | Година | Гост с                         | епизоди      |
| ------------------------------------------------- | ------ | ------------------------------ | ------------ |
| „Star Golden Bell“                                | 2008   | Тейон и Юна                    | 168          |
| „Star Golden Bell“                                | 2008   | Гърлс Дженерейшън              | 170          |
| „Star Golden Bell“                                | 2008   | Юри, Суйонг, Тифани            | 180          |
| „Factory Girl“                                    | 2008   |                                | всички       |
| „Girls' Generation's Hello Baby“                  | 2009   |                                | всички       |
| „Girls' Generation's Horror Movie Factory“        | 2009   |                                | всички       |
| „Star Golden Bell“                                | 2009   | Гърлс Дженерейшън              | 245          |
| „Flower Boy Generation“                           | 2009   | Хюйон и Сохьон                 |              |
| „Star Golden Bell“                                | 2009   | Суйонг, Сохьон и Юна           | 248          |
| „Running Man“                                     | 2010   | Никхун                         | 4 – 5        |
| „Happy Birthday“                                  | 2010   |                                | всички       |
| „All About Girls' Generation: Paradise in Phuket“ | 2011   |                                | всички       |
| „Running Man“                                     | 2011   | Юна, Сохьон, Хюйон, Юри, Тейон | 63 – 64      |
| „Radio Star“                                      | 2011   | Тейон и Тифани                 | 312          |
| „Running Man“                                     | 2013   | Ън Джи-уон                     | 141          |
| „Radio Star“                                      | 2013   | Гърлс Дженерейшън              | 312          |
| Jessica & Krystal                                 | 2014   | Кристал Чонг                   | всички       |
| Radio Star                                        | 2014   | Тейон, Тифани, Юри и Съни      | 368          |
| Yes! Coach                                        | 2015   |                                |              |
| The 5 Show                                        | 2015   |                                | 114          |
| „Chef Nic“                                        | 2015   |                                | 9 от 2 сезон |
| „Taobao Beauty Xi Shi“                            | 2015   |                                |              |
| „Day Day Up“                                      | 2016   | Крис Лу                        |              |
| „Beauty Bible“ (хост)                             | 2016   | 2016 S/S                       | –            |

## Награди
| Година | Категория                        | Относно                                           | Награда                                     | Резултат   |
| ------ | -------------------------------- | ------------------------------------------------- | ------------------------------------------- | ---------- |
| 2012   | Най-добра поддържаща роля        | Участието в клипа към песента на Шайни – Sherlock | 2nd SBS MTV Best of the Best                | Номинирана |
| 2013   | Награда за популярност           | Участието в мюзикъла Legally Blonde               | 7th The Musical Awards                      | Спечелена  |
| 2013   | Популярен саундтрак              | „Butterfly“                                       | „8th Seoul International Drama Awards“      | Номинирана |
| 2014   | Топ полулярни модни икони        | –                                                 | „7th Style Icon Awards“                     | Номинирана |
| 2014   | Награда за популярност           | –                                                 | „Mission Hills World Celebrity Pro-Am 2014“ | Спечелена  |
| 2014   | Най-търсените корейки в интернет | –                                                 | „Yahoo Asia Buzz Awards“                    | Спечелена  |
| 2014   | Модна икона на Азия              | –                                                 | „Sohu Fashion Awards“                       | Спечелена  |
| 2015   | Азиатска награда за популярност  | –                                                 | „Yahoo Asia Buzz Awards“                    | Спечелена  |
| 2016   | Най-горещ тренд в Корея          | –                                                 | „YinYueTai 4th V Chart Awards“              | Спечелена  |